# Agnostina
Los agnostinos (Agnostina) son un suborden de trilobites incluido dentro del orden Agnostida. Surgieron en el Cámbrico Inferior y se extinguieron en el Ordovícico Superior.

## Morfología
El céfalon no posee ni suturas faciales ni ojos. La glabela se encuentra dividida en dos partes por una sutura transglabelar (anteroglabela y posteroglabela), y posee apertura cefalotorácica.
El tórax posee dos segmentos que articulan varias estructuras, pero no poseen semianillo articulante en el segmento torácico anterior.
El pigidio tiene un axis ancho e inflado, posee una cutícula delgada y puede llegar a tener hasta tres segmentos, uno de los cuales suele llevar un tubérculo. En ocasiones, el margen del pigidio puede tener espinas.

## Fósiles

### En España
Se han estudiado y descrito varias especies del suborden Agnostina en el lugar donde se hallaba el antiguo Macizo Hespérico.